# Snurrbocken
Snurrbocken är en gammal svensk folkdans från Uppland och Hälsingland. Dansas till durmelodi i 3/4 takt. Folkdansen påminner om hambopolska, men kavaljeren gör vändningen enbart på vänstra foten varefter paret gör åtta takters springsteg framåt varefter de långsamt vänder sig mot varandra med händerna på sidorna, bugar sig djupt tre gånger, den mellersta bugningen sker dock helt frånvänt från varandra, varefter man vidtar dansen.